# 3/VIII Batalion Wartowniczy
3/VIII Batalion Wartowniczy – pododdział Wojska Polskiego pełniący służbę ochronną na granicy II Rzeczypospolitej.

## Formowanie i zmiany organizacyjne
3/VIII batalion wartowniczy sformowano w 1919 roku. 
Funkcjonował w strukturze Okręgu Generalnego Toruń. W skład batalionu wchodziło dowództwo oraz 4 kompanie po 3 plutony. W dowództwie, oprócz dowódcy batalionu, służyli oficerowie: sztabowy, adiutant, prowiantowy i kasowy; podoficerowie: mundurowy, prowiantowy, rusznikowy, sanitarny oraz 6 ordynansów.
Pod koniec września 1920 roku zapadła decyzja o likwidacji Korpusu Strzelców Granicznych. 29 września 1920 dyrektywa Ministerstwa Spraw Wojskowych nakazała batalionom wartowniczym ochronę granic. W sumie na 48 baonów wartowniczych, do służby granicznej przeznaczono 21 baonów.
Luzowanie oddziałów Strzelców Granicznych w DOG „Pomorze” rozpoczęto 4 grudnia 1920 roku. Całość granic przylegających do tego okręgu podzielono na pięć odcinków. Drugi, obejmujący odcinek granicy z Wolnym Miastem Gdańskiem przejął batalion wartowniczy nr 3/VIII z miejscem postoju dowództwa w Tczewie.
3/VIII batalion wartowniczy 14 kwietnia 1920 wcielony został do 4 pułku Strzelców Granicznych.

## Służba graniczna
27 marca 1920 roku 3/VIII batalion wartowniczy wspólnie z pododdziałami 4 pułku strzelców granicznych obsadzał granicę zachodnią OGen. „Pomorze”. Jego dowództwo stacjonowało wtedy w Wejherowie.
Na początku 1921 roku dowództwo baonu i 2. kompania stacjonowały w garnizonie Tczew, natomiast kompania graniczna w garnizonie Gniew.
Zgodnie z rozkazem DOG „Pomorze” z 29 listopada 1920 batalion obsadził odcinek od Falkonau do Kolubek to jest do punktu styczności północnej granicy WM Gdańska z granicą polską. Długość odcinka wynosiła 140 km. Dowództwo batalionu stacjonowało w Tczewie, a dowództwa kompanii w Tczewie, Goniszewie, Żukominie i Mapowie.
Sąsiednie bataliony
- 4/II batalion wartowniczy ⇔ 1/VIII batalion wartowniczy − 1920[5]